# 145 Puppis
145 Puppis (d³ Puppis) é uma estrela na direção da Puppis. Possui uma ascensão reta de 07h 39m 47.88s e uma declinação de −38° 15′ 38.4″. Sua magnitude aparente é igual a 5.76. Considerando sua distância de 1116 anos-luz em relação à Terra, sua magnitude absoluta é igual a −1.91. Pertence à classe espectral B3III.